# Regione di Agnéby-Tiassa
La regione di Agnéby-Tiassa è una delle 31 regioni della Costa d'Avorio. Situata nel distretto di Lagunes ha per capoluogo la città di Agboville ed è suddivisa  in quattro dipartimenti: Agboville, Sikensi, Taabo e Tiassalé.
La popolazione censita nel 2014 era pari a 606.852 abitanti.